# Breń (powiat dąbrowski)
Breń – wieś w Polsce położona w województwie małopolskim, w powiecie dąbrowskim, w gminie Olesno.
W latach 1975–1998 miejscowość położona była w województwie tarnowskim.

## Historia
W XV w. właścicielami terenu dzisiejszego Brnia był ród Breńskich legitymujący się herbem Półkozic. Do XIX w. to Breń stanowił centrum majątku ziemskiego. To tutaj w latach 1667–1786 znajdowała się jedna z głównych rodowych siedzib magnackiego rodu Czartoryskich. Książę Józef Czartoryski założył tu w latach 1750–1760 geometryczny park w stylu francuskim, o powierzchni 16 hektarów. Prawdopodobnie to także Czartoryscy wybudowali za wsią w XVII wieku umocnienia złożone z pięciu regularnych bastionów, tak zwane Okopy. Znajdują się one w odległości około 1 km na północny zachód od parku.

## Zabytki
Obiekt wpisany do rejestru zabytków nieruchomych województwa małopolskiego.
- Założenie parkowo - krajobrazowe.